# Hellerup Idræts Klub (tennis)
|  | Sammenskrivningsforslag Artiklen Hellerup Idræts Klub (tennis) er foreslået føjet ind i HIK Tennis. (Siden september 2023) Diskutér forslaget |

Hellerup Idræts Klub er en dansk tennisklub, beliggende i Hellerup, København. Klubben er regnet for en af de største tennisklubber i Danmark, og havde i 2016 2.349 medlemmer.

## Historie
Klubben blev grundlagt i 1900 som en fodbold og tennisklub.

## Baner
Klubben har 15 udendørsbaner og otte indendørsbaner på Hartmannsvej, foruden fire udendørsbaner ved Hellerup Havn.

## Eksterne kilde/henvisning
- Hellerup Idræts Klubs tennnisafdelings hjemmeside Arkiveret 10. marts 2018 hos  Wayback Machine
- Hellerup Idrætsklubs officielle hjemmeside